# María Dolores Marco
María Dolores Marco Seseras (Barcelona, 10 de septiembre de 1935-Madrid, 9 de octubre de 2005), también conocida profesionalmente como “Maestra Marco”, fue una de las primeras directoras de orquesta españolas, así como la primera y única mujer de su época en dedicarse exclusivamente a la dirección orquestal. Su trayectoria profesional se enfocó en el género lírico, concretamente en la Zarzuela. Así, dirigió más de 160 obras, contando óperas, operetas, zarzuelas y comedias musicales, en más de 40 países. También ejerció como pianista, acompañando a solistas, y como maestra de canto y repertorio.

## Trayectoria
Comenzó sus estudios musicales a los diez años, de la mano de su padre, el tenor Mario Marco, quien quiso que ella tuviera la misma formación que su hermano, el también director de orquesta Eugenio Mario Marco. A los once años, comenzó a estudiar solfeo, piano, armonía, fuga, instrumentación y dirección de orquesta con el maestro catalán José Font Sabaté, que más tarde fue su marido. En 1953, a los 17 años, realizó su debut oficial como directora con la zarzuela de Jacinto Guerrero titulada Los gavilanes, en Hostafrancs (Barcelona). Desde mediados de la década de 1950, continuó su carrera como directora al frente de la Compañía Lírica Amadeo Vives, junto a José Font Sabaté, dirigiendo títulos como La Gran Vía, Agua, azucarillos y aguardiente y La verbena de la Paloma. También dirigió algunos títulos de ópera, como Rigoletto, Cavalleria rusticana, Madama Butterfly, El barbero de Sevilla, o Carmen, entre otras.
Entre 1959 y 1965, aproximadamente, compaginó su labor orquestal con clases de dirección, piano, solfeo y composición, recitales de piano junto a su marido, y dirección de la Sociedad coral “Alba” de Barcelona. En enero de 1965, contratada por la compañía lírica de Faustino García, viaja a Bogotá para comenzar una gira de varios meses por toda América Latina, donde residió un tiempo y dirigió la Orquesta Nacional de Venezuela durante dos años. Tras su regreso a España a finales de la década de 1960, fue directora de la Compañía Lírica de Madrid Isaac Albéniz, del empresario Juan José Seoane, con Ángel Fernández Montesinos como director de escena. Con esta agrupación, recorrió España en el marco de los festivales promovidos por el entonces Ministerio de Información y Turismo. En 1974, dirigió el espectáculo de Antoñita Moreno Voces y aires de España, en el Teatro Calderón de Madrid.
El 23 de julio de 1975, debutó en el Teatro de la Zarzuela, con la opereta La viuda alegre, del compositor austríaco Franz Lehár, a la que sucedieron Doña Francisquita, La rosa del azafrán y La corte de Faraón, todas ellas con la Compañía Lírica de Madrid Isaac Albéniz. En 1976, continuó al frente de dicha compañía, así como, ocasionalmente, de la Compañía Lírica Española, dirigiendo ese año obras como Agua, azucarillos y aguardiente, La Revoltosa, El conde de Luxemburgo, El huésped del sevillano y Los gavilanes. Además de la dirección de las orquestas de las Compañías Líricas de Francisco Bosch, María Francisca Caballer y Antonio Amengual, se hizo cargo durante cuatro temporadas consecutivas de las producciones de zarzuela de los “Amigos de la Opera” de Las Palmas de Gran Canaria.
En 1980, dirigió con José Osuna el espectáculo Del Madrid castizo, sainetes rápidos, de Carlos Arniches. A principios de esta década también asumió la dirección de la Compañía Lírica Ruperto Chapí, de Rafael Castejón, y continuó colaborando con la Compañía Lírica de Madrid Isaac Albéniz y la Compañía Lírica Española en diferentes teatros de la capital. En 1987, dirigió la temporada oficial de la zarzuela en Madrid, con Antonio Amengual en la Compañía Lírica Nacional. Las representaciones tuvieron lugar en espacios como el Teatro Monumental,  el Teatro Albéniz y el Centro Cultural de la Villa, entre otros. Desde 1991, participó en la Antología de la Zarzuela con la Compañía Lírica Amadeo Vives, del director y empresario teatral José Tamayo. Este espectáculo llegó a Japón, donde fue Marco dirigió la Orquesta Filarmónica de Tokio, en enero de 1993. Además, en mayo de 1992, estrenó en la Exposición Universal de Sevilla la Antología de la Zarzuela Andaluza, con las actuaciones de Montserrat Caballé, Alfredo Kraus, Plácido Domingo, Pedro Lavirgen y José Carreras, entre otros.  En 2000, dirigió Desvelos de amor: Lope de Vega y la Zarzuela, en el marco del XIII Festival Internacional de Teatro Clásico de Almagro.
Gracias a su trayectoria profesional, fue invitada a dirigir e impartir clases magistrales en diversos países de América Latina y en Estados Unidos. También desarrolló una actividad destacada como pianista. Aunque María Dolores Marco se encuentra entre las primeras mujeres en España que se dedicaron profesionalmente a la dirección orquestal, no fue la primera en hacerlo. Previamente, otras como Milagros Porta, Elena Romero o Adela Anaya ya habían ejercido esta labor. Pese a ello, su caso destaca por ser la única mujer de su época que vivió exclusivamente de esta profesión en el ámbito lírico.

## Legado y reconocimiento
Sus descendientes han continuado trabajando en el mundo de la lírica. Sus hijas Amelia Font, como tiple cómica, Montserrat Font, como directora de orquesta, Graciela Moncloa, como cantante en el coro del Teatro de la Zarzuela. Y sus hijos, el tenor Lorenzo y, el barítono Marco Moncloa, como cantantes de ópera y zarzuela. El 5 de abril de 2006, algunos de ellos crearon la Compañía Lírica Maestra Dolores Marco, que lleva su nombre.
Como profesora, dio formación a muchas personas vinculadas con el mundo de la ópera y la zarzuela como la reconocida soprano Milagros Martín. El 2 de junio de 2010, el Ayuntamiento de Madrid le asignó una calle en el distrito de Hortaleza que pasó a denominarse "Maestra Dolores Marco".
En marzo de 2014, la compañía Ópera de Madrid le rindió homenaje durante una función de Rigoletto en el Teatro Reina Victoria, en un acto conducido por el empresario Enrique Cornejo, con la participación de sus hijos Lorenzo y Marco Moncloa. En agosto de 2024, sus hijos estrenaron el espectáculo ¡Música Maestra! Una vida de Zarzuela, un homenaje que narra episodios de su vida a través de música y escenas de zarzuela.